# Kaiyō (tàu sân bay Nhật)
Kaiyō (tiếng Nhật: 海鷹; phiên âm Hán-Việt: hải ưng) là một tàu sân bay hộ tống của Hải quân Đế quốc Nhật Bản hoạt động trong Chiến tranh Thế giới thứ hai.

## Thiết kế và chế tạo
Chiếc tàu được hạ thủy vào ngày 9 tháng 12 năm 1938 như chiếc tàu chở hành khách Argentina Maru. Sau khi bị thiệt hại các tàu sân bay hạm đội trong trận Midway, Hải quân Nhật có nhu cầu bổ sung gấp kiểu tàu chiến này, nên đã quyết định cải tạo Argentina Maru thành một tàu sân bay bắt đầu từ ngày 10 tháng 12 năm 1942. Các động cơ diesel của nó được thay thế bằng các turbine kiểu tàu khu trục. Sau khi việc cải tạo hoàn tất vào ngày 23 tháng 11 năm 1943, con tàu được đặt lại tên là Kaiyō.

## Lịch sử hoạt động
Trong chiến tranh, Kaiyō được sử dụng chủ yếu như một tàu vận chuyển máy bay. Vào ngày 10 tháng 2 năm 1944, tàu ngầm Mỹ Permit thực hiện một cú tấn công ban đêm nhắm vào nó, nhưng những quả ngư lôi đã bị trượt. Vào ngày 19 tháng 3 năm 1945, trong khi neo đậu tại Căn cứ hải quân Kure, Kaiyō bị máy bay Mỹ đánh trúng khiến nó bị ngập nước. Sang ngày 18 tháng 7 năm 1945, Kaiyō trúng phải một quả thủy lôi gây hư hại đáng kể. Vài ngày sau đó, 24 tháng 7 năm 1945, con tàu lại bị trúng bom, lần này là bởi máy bay Anh, một lần nữa lại bị ngập nước khiến thủy thủ đoàn phải cho nó mắc cạn để tránh bị chìm. Các cuộc không kích tiếp theo sau gây thêm nhiều thiệt hại cho nó. Sau chiến tranh Kaiyō được cho nổi trở lại và được cho tháo dỡ từ năm 1946 đến năm 1948.